# Nils Holgersson csodálatos utazása (film, 2011)
A Nils Holgersson csodálatos utazása (eredeti cím: Nils Holgerssons wunderbare Reise) 2011-ben bemutatott egész estés német–svéd televíziós film, amely a Nils Holgersson csodálatos utazása a vadludakkal című 1980-tól 1981-ig futott svéd–csehszlovák–japán televíziós rajzfilmsorozat valód díszletekkel készült élőszereplős filmváltozata, és 2 részből áll. Az 1. rész alcíme: Az indulás, a 2. rész alcíme: A bizonyítás. A forgatókönyvírói Meibrit Ahrens, David Ungureit és Gerd Lurz, a rendezője Dirk Regel, a zeneszerzője Stefan Hansen, a producerei Joakim Hansson és Claudia Schröder, a főszereplői Justus Kammerer, Pauline Rénevier és Cecilia Ljung voltak. A tévéfilm a Bremedia Produktion és a Fladenfilm gyártásában készült, valamint az ARD forgalmazásában jelent meg. Műfaját tekintve fantasy film és kalandfilm. 
Németországban az RBB-n, Magyarországon az M2-n mutatták be a televízióban.

## Szereplők
| Szereplő         | Színész / Eredeti hang | Magyar hang     |
| ---------------- | ---------------------- | --------------- |
| Nils Holgersson  | Justus Kammerer        | Szalay Csongor  |
| Márton           | Pauline Rénevier       | Széles Tamás    |
| Kákalaki Akka    | Katja Riemann          | Kovács Nóra     |
| Szmöre           | Udo Schenk             | Láng Balázs     |
| Åsa Berggren     | Pauline Rénevier       | Pekár Adrienn   |
| Selma Lagerlöf   | Cecilia Ljung          | Bencze Ilona    |
| Kobold           | Hanns Zischler         | Háda János      |
| Eduard Formula   | Kurt Krömer            | Kisfalusi Lehel |
| Stina Holgersson | Stefanie Japp          | Solecki Janka   |
| Ole Holgersson   | Hinnerk Schönemann     | Vári Attila     |
| Bataki           | Robert Missler         | ?               |
| Gorgo            | Ben Becker             | Papucsek Vilmos |
| Csavargó         | Johan Ulveson          | Kapácsy Miklós  |
| Csavargó         | Johan Rheborg          | Juhász Zoltán   |